# Reiner Zittlau

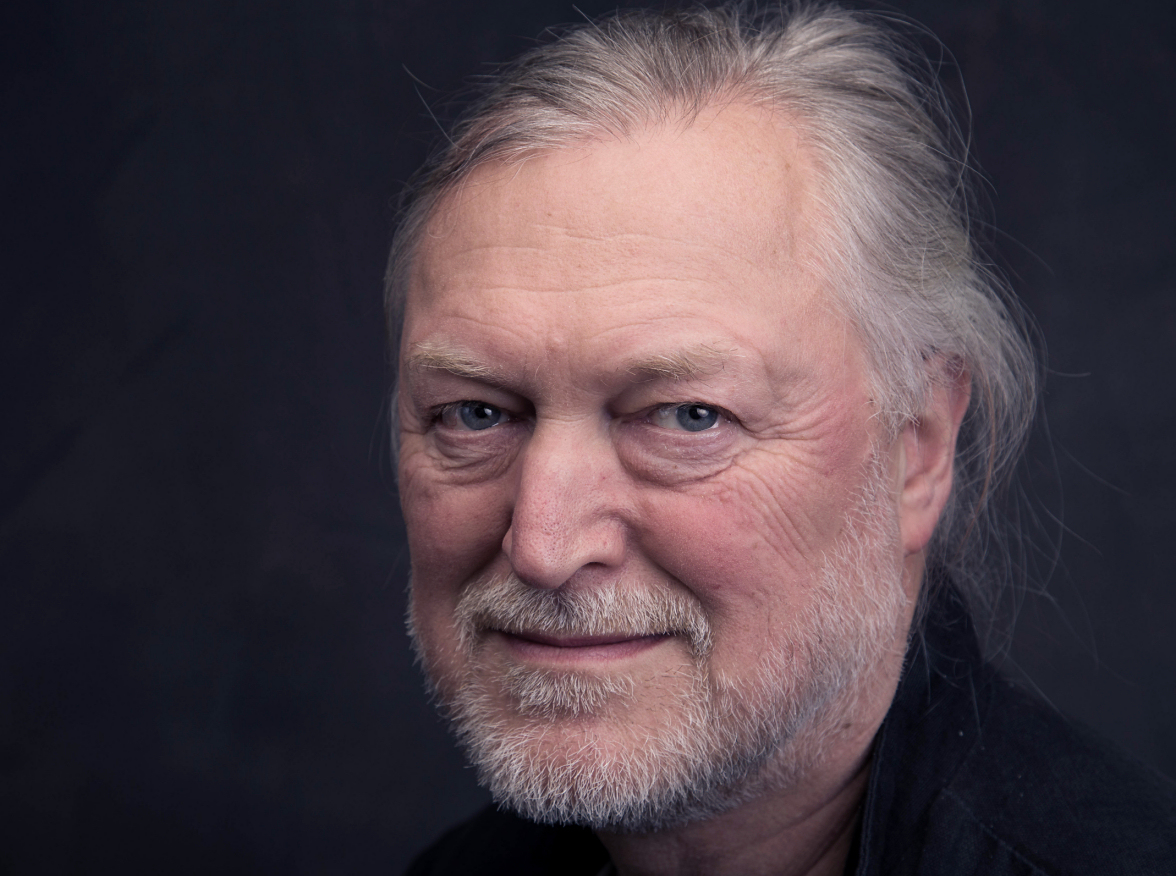
Reiner Zittlau, 2018

Reiner Zittlau (* 25. Februar 1956 in Tübingen) ist ein deutscher Kunsthistoriker und Denkmalpfleger. Er leitete von 1999 bis Ende September 2021 die Abteilung Bau- und Kunstdenkmalpflege im Niedersächsischen Landesamt für Denkmalpflege in Hannover.

## Wirken

### Ausbildung und Berufstätigkeit
Reiner Zittlau studierte Kunstgeschichte, Archäologie, Geschichte und Volkskunde in München, Freiburg im Breisgau sowie Bamberg. Im Jahr 1982 erwarb er den Magister und erhielt 1985 ein Graduiertenstipendium der Otto-Friedrich-Universität Bamberg, wo er 1988 bei Robert Suckale zur architektonischen Kopie des Heiligen Grabes um 1500 und die bildnerische Gestaltung des Kreuzwegs promovierte. Erste Berufserfahrungen sammelte er ab 1978 im Lehrbetrieb von Hochschulen und in der Archäologie der Spätantike und des Mittelalters in Syrien und Franken. Von 1978 bis 1987 war er freier Mitarbeiter der Universität München und der Universität Bamberg, des Deutschen Archäologischen Instituts sowie des Bayerischen Landesamts für Denkmalpflege.
Ab 1988 war Zittlau beim Landesdenkmalamt Berlin beschäftigt, wo er nach der Wende ab 1990 die Denkmalliste für die wiedervereinigte Stadt Berlin zum Abschluss führte. In Berlin lehrte er an der Humboldt-Universität und der Verwaltungsakademie Berlin. Ende 1996 wechselte Reiner Zittlau nach Stuttgart, wo er im Landesdenkmalamt Baden-Württemberg die flächendeckende Erfassung der Bau- und Kunstdenkmale des Landes koordinierte. Daran schloss sich ab 1999 – unter der Landeskonservatorin Christiane Segers-Glocke (und später von Stefan Winghart und Christina Krafczyk) – am Niedersächsischen Landesamt für Denkmalpflege in Hannover die Leitung der Abteilung Bau- und Kunstdenkmalpflege an. Dort war er zusätzlich von 2006 bis 2018 stellvertretender Amtsleiter und währenddessen, nach der Pensionierung von Christiane Segers-Glocke, von Oktober 2008 bis April 2009 kommissarischer Präsident des Landesamtes. 2021 trat er in den Ruhestand. Sein Nachfolger als Abteilungsleiter im Landesamt wurde zum 1. Januar 2022 Niels Juister.

### Arbeitsschwerpunkte
In seiner denkmalpflegerischen Tätigkeit betreute Zittlau Fort- und Weiterbildungsveranstaltungen und verfasste Leitfäden für kommunale Denkmalpfleger, Architekten und Handwerker. Bundesweit war er in der Arbeitsgruppe Inventarisation der Vereinigung der Landesdenkmalpfleger tätig, konzipierte Tagungen und stellte die Weichen für die Digitalisierung von Fachinformationen. Auch war er für Fachpublikationen, insbesondere zur Denkmaltopographie Bundesrepublik Deutschland und zu den niedersächsischen Welterbestätten verantwortlich. Er hatte Lehraufträge an Hochschulen, koordinierte Forschungsprojekte und begutachtete Abschlussarbeiten mit denkmalpflegerischen Themen. 2019 kuratierte er die Wanderausstellung „Auf dem Weg zum Bauhaus - Das Erwachen der Moderne in Niedersachsen“ zum 100-jährigen Jubiläum des Bauhauses.
Als Denkmalpfleger gab er den Impuls zur Erhaltung des 1957 bis 1962 errichteten Plenarsaalgebäudes des Niedersächsischen Landtags von Dieter Oesterlen. Von 2005 bis 2019 war Zittlau zudem ehrenamtlich ICOMOS-Monitoringbeauftragter für das UNESCO-Welterbe Lübecker Altstadt.
Seit 2023 ist Reiner Zittlau Mitglied der Fachgruppe Denkmalpflege im Niedersächsischen Heimatbund.

### Denkmalpflegerische Anliegen
In seiner publizistischen Tätigkeit befasste sich Zittlau mit Bewertungsmaßstäben für Baudenkmale, um differenzierte Erhaltungsanliegen und angemessene Pflegemaßnahmen zu entwickeln. Dazu warf er kunstwissenschaftliche Fragen zu Qualität und Stil, zu Technik und Gestaltung sowie zu Innovation und Wirkung auf. Mehrfach äußerte er sich zu kontroversen Grenzfragen der Denkmalpflege, wie dem Umgang mit den Denkmalmassen, zu Gedenkorten mit Zeugnissen totalitärer Regime sowie zur aktuellen Architekturentwicklung in Deutschland.

## Veröffentlichungen (Auswahl)
- Heiliggrabkapelle und Kreuzweg. Eine Bauaufgabe in Nürnberg um 1500 (= Nürnberger Werkstücke zur Stadt- und Landesgeschichte Band 49). Nürnberg 1992, ISBN 3-87432-123-1 (= Dissertation).
- Die digitale Kartierung von Baudenkmalen in: Baukammer Berlin, Heft 3 (Themenheft Denkmalpflege), 1992, S. 5 f.
- Berliner Eisenbrücken, in: Baukammer Berlin, Heft 3 (Themenheft Denkmalpflege), 1992, S. 7–18.
- Gebündelte Energie – Elektrizitätswerke der 20er und 30er Jahre in Berlin, in: Städtebau und Staatsbau im 20. Jahrhundert, München, Berlin, New York, 1995, S. 55–76.
- Im Wettlauf mit der Zeit, Überlegungen zur Denkmaltopographie Berlin, in: Denkmalpflege nach dem Mauerfall, eine Zwischenbilanz (Beiträge zur Denkmalpflege in Berlin, Heft 10), Berlin 1997, S. 28–31.
- „Die Geister, die wir riefen“ – Überfordern uns die Denkmalmassen? in: 70. Tag für Denkmalpflege. Vom Nutzen und Nachteil der Denkmalpflege für das Leben. Jahrestagung der Vereinigung der Landesdenkmalpfleger in der BRD vom 17. bis 21. Juni 2002 in Wiesbaden. Stuttgart 2003 (= Arbeitsheft 4 des Landesamtes für Denkmalpflege Hessen), Stuttgart, 2003, S. 67–73.
- Historische Kulturlandschaften als Arbeitsfeld der Denkmalpflege in: Ausstellungs-Katalog ZeitSchichten, Erkennen und Erhalten – Denkmalpflege in Deutschland. Deutscher Kunstverlag, München, Berlin, 2005, S. 200–205.
- Über die Notwendigkeit, Denkmalwerte zu differenzieren bei www.kunsttexte.de, Nr. 2, 2005, (Symposium Nachdenken über Denkmalpflege, Teil 4, Berlin-Brandenburgische Akademie der Wissenschaften), (Online auf kunsttexte.de abgerufen am 11. September 2021).
- Zum Verständnis der Stiftskirche in Königslutter als Kaiserdom, in: Berichte zur Denkmalpflege in Niedersachsen, Heft 1/2011, S. 8–11.
- UNESCO-Welterbestätten in Niedersachsen, in: 5. Forum des Netzwerk Baukultur in Niedersachsen, 2011 (Online auf baukultur-niedersachsen.de abgerufen am 11. September 2021, PDF-Seite 9 ff.).
- mit Wolfgang Kimpflinger, Wolfgang Neß: Das Fagus-Werk in Alfeld als Weltkulturerbe der UNESCO. CW Niemeyer Buchverlage, Hameln 2011.
- Die Gedenkstätte Bergen-Belsen aus Sicht der Denkmalpflege in: Unter der Grasnarbe (= Arbeitshefte zur Denkmalpflege in Niedersachsen, Bd. 45), Michael Imhof Verlag, Petersberg 2015, S. 68–81
- Alte und neue Blickwinkel auf die Hildesheimer Welterbe-Monumente, in: Berichte zur Denkmalpflege in Niedersachsen, Heft 1/2016, S. 2–7.
- Grundsätze, Vorgehensweisen, Bewertungsmaßstäbe der niedersächsischen Bau- und Kunstdenkmalpflege, 2017 (Online auf denkmalpflege.niedersachsen.de, abgerufen am 11. September 2021).
- Zeugnisse der Stadtreparatur als Gegenbewegung zur modernen Stadt in: Denkmalpflege als kulturelle Praxis. Zwischen Wirklichkeit und Anspruch, Dokumentation VdL-Jahrestagung (= Arbeitshefte zur Denkmalpflege in Niedersachsen, Bd. 48), CW Niemeyer, Hameln 2018, S. 32–34.
- Neubauten als Denkmale. Ausdehnung der Zeitgrenze bis in die Gegenwart in: Denkmalpflege als kulturelle Praxis. Zwischen Wirklichkeit und Anspruch, Dokumentation VdL-Jahrestagung (= Arbeitshefte zur Denkmalpflege in Niedersachsen, Bd. 48), CW Niemeyer, Hameln 2018,  S. 62 f.
- Baukunst und Stadtbaukunst am Puls der Zeit. Potenziale für das Denkmalverzeichnis in: Denkmalpflege als kulturelle Praxis. Zwischen Wirklichkeit und Anspruch, Dokumentation VdL-Jahrestagung (= Arbeitshefte zur Denkmalpflege in Niedersachsen, Bd. 48), CW Niemeyer, Hameln 2018, S. 74–81.
- Auf dem Weg zum Bauhaus – Das Erwachen der Moderne in Niedersachsen, in: Berichte zur Denkmalpflege in Niedersachsen, Heft 1/2019, S. 50–53.
- Gestaltungsbeirat und ICOMOS-Monitoring in Lübeck, in: 15 Jahre Welterbe- und Gestaltungsbeirat 2003-2018, Lübeck plant und baut, Heft 114, 2019, S. 105.